# Pachycondyla gracilicornis
Pachycondyla gracilicornis är en myrart som först beskrevs av Mayr 1868.  Pachycondyla gracilicornis ingår i släktet Pachycondyla och familjen myror. Inga underarter finns listade i Catalogue of Life.